# Trgovišće
Trgovišće – wieś w Chorwacji, w żupanii krapińsko-zagorskiej, w gminie Hrašćina. W 2011 roku liczyła 69 mieszkańców.